# Rheinkultur
Koordinaten: 50° 42′ 34,43″ N, 7° 8′ 42,49″ O
Rheinkultur (auch R(h)einkultur und RhEINKULTUR) war ein von 1983 bis 2011 jährlich in der Bonner Rheinaue stattfindendes eintägiges Open-Air-Musikfestival mit freiem Eintritt. Im November 2011 wurde verkündet, dass die Veranstaltung nicht weitergeführt werde.

## Festival
Mit durchschnittlich etwa 170.000 Besuchern in den letzten Jahren zählte es zu den größten Veranstaltungen dieser Art in Deutschland. Das Festival wurde 1983 ins Leben gerufen finanzierte sich nahezu ausschließlich über den Getränkeverkauf, Sponsoren und einen Zuschuss der Stadt Bonn.
In den letzten Jahren sah die Bühnenaufteilung des Festivals wie folgt aus:
- „Blaue Bühne“ mit Rock, Pop und lokalen Bands
- „Rote Bühne“ mit Alternative, Punk, lokalen Bands
- „Grüne Bühne“ (früher Gelbe Bühne, dann Grünes Bühnchen) mit Singer-Songwriter-Musik
- „Mixery Raw Deluxe Stage“ mit verschiedenen Hip-Hop-Acts
- „Tanzberg“ (bis 2007 „Breakzone“) mit elektronischer Musik verschiedener Stilrichtungen.

Außerdem gab es auf dem Festivalgelände sportliche Angebote wie einen Skatecontest oder Floorball.

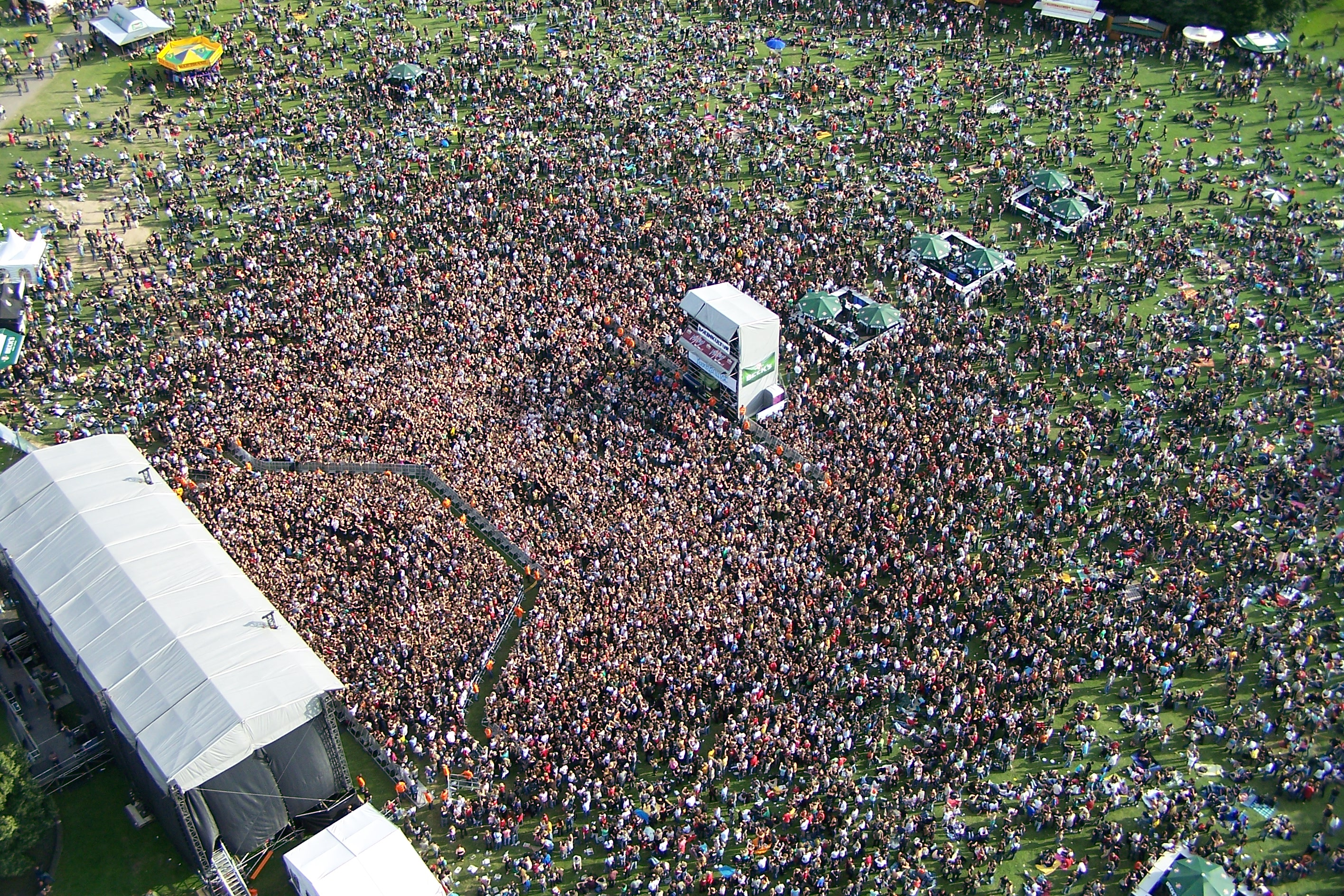
RhEINKULTUR in Rekordjahr 2007, bei der 200.000 Besucher zum Musikfestival in den Bonner Rheinauen kamen

Zusätzlich zu bereits etablierten Künstlern traten jedes Jahr Künstler aus der lokalen Umgebung und Newcomer auf dem Rheinkultur-Festival auf.
Auf der „Mixery Raw Deluxe Stage“ wurde ebenfalls jährlich zu Beginn der Veranstaltung ein 1on1-Freestyle-Battle ausgetragen.
Der Besucherrekord wurde im Jahr 2007 beim 25-jährigen Jubiläum mit rund 200.000 Besuchern erreicht.
Das Festival fand zumeist am ersten Samstag im Juli (parallel zum Roskilde-Festival) statt.

### Umweltschutz
Besonderen Wert legten die Veranstalter auf den Umweltschutz, vor allem da das Festival in der Bonner Rheinaue, einem ansonsten öffentlichen Park mit empfindlicher Vegetation stattfand. Seit dem ersten Rheinkultur-Festival 1983 wurde das Umweltschutzkonzept stetig weiterentwickelt. 1991 wurden eigens entwickelte Kunststoffmehrwegbecher in einem Testlauf eingesetzt. 1993 wurden erstmals anfallende Abfälle sortenrein erfasst und dem Recycling zugeführt.

Um Müll zu vermeiden, bestand auf dem Festivalgelände ein Verbot von Glasflaschen und mitgebrachten Speisen und Getränken, es wurde gemeinsam mit verschiedenen Partnern ein Konzept zur Vermeidung von Abfall entwickelt. Die Besucher wurden durch verschiedene Aktionen auf dem Festivalgelände auf die Umweltproblematik hingewiesen.
Zusätzlich bot das Festival gemeinsam mit dem Ökostrom-Anbieter Naturwatt den Festivalbesuchern an, das bei ihrer Anreise freigesetzte CO2 kostenlos durch Wiederaufforstung kompensieren zu lassen. Das Festival konnte dadurch 2009 komplett CO2-neutral produziert werden.

Seit 2005 trug das Festival das Umweltschutz-Siegel „Sounds for Nature“ des Bundesamtes für Naturschutz.

Auch die europäische Festivalorganisation Yourope zeichnete seit 2007 das Festival mit ihrem "Green'n'Clean"-Award für Umweltschutz und Nachhaltigkeit aus.

Im Jahr 2008 riefen die Veranstalter mit „Green Rocks“ zusätzlich ihr eigenes Umweltlabel ins Leben. Die Besucher des Festivals hatten auch die Möglichkeit, durch den Erwerb einer sogenannten „Green Card“ die Umweltschutzbemühungen des Festivals zu unterstützen.

### Fernsehübertragungen
Der WDR zeichnete für die Sendung Rockpalast von 2004 bis 2008 die Konzerte auf. Ausgestrahlt wurden aus dem Jahr 2004 vollständige Konzerte und in den Jahren 2005 bis 2008 jeweils Specials zum Festival (siehe Weblinks).
2011 hat der WDR Rockpalast das Festival wieder begleitet.

Ausgebaut wurde die Berichterstattung ab 2007 durch die Kooperation mit dem Internet-Fernsehsender Bunch.TV, der die Konzerte auf der Roten Bühne filmte und im Internet veröffentlichte.

Die Konzerte auf der „Mixery Raw Deluxe Stage“ wurden in den Jahren 2008 und 2009 durch den Sender Yavido und von 2008 an auf der Website MixeryRawDeluxe.tv online gestellt.
Weitere Medienpartner waren unter anderem: das Radio EinsLive, das Radio BigFM, der Musiksender VIVA, der Internet-Dienst laut.de, die Zeitschrift Visions und die Bonner Stadtmagazine Schnüss und bonnaparte.de.

## Geschichte
Das Rheinkultur-Festival wurde 1983 vom 2002 insolvent gegangenen Verein Bonner Rockmusiker ins Leben gerufen und verzeichnete seitdem eine kontinuierliche Steigerung von Besucherzahlen und Bekanntheitsgrad.
Nach den Erfolgen der ersten beiden Jahre entschlossen sich die Veranstalter 1984, jedes Jahr ein Festival in der Rheinaue zu organisieren. Von 1983 bis 1990 konnte das Festival seinen Bekanntheitsgrad dermaßen steigern, dass die Besucherzahlen von geschätzten 4000 im Jahr 1983 bis auf über 100.000 Besucher stiegen. Dieser Trend setzte sich auch in den folgenden Jahren fort, sodass 1994, 1995 und 2007 jeweils schätzungsweise 200.000 Besucher kamen.
Im Durchschnitt kamen jedes Jahr etwa 150.000 bis 170.000 Besucher.

Seit 2003 wurde das Festival durch die neu gegründete Rheinkultur GmbH veranstaltet.
Zum 25. Jubiläum des Festivals wurde die bisherige Regel, dass Bands nur einmal bei Rheinkultur auftreten dürfen, aufgehoben und es konnten zahlreiche bekannte Bands und Künstler, die zu großen Teilen bereits früher auf dem Festival gespielt hatten, präsentiert werden. Als Headliner wurden nur zwei Wochen vor dem Festival Die Fantastischen Vier angekündigt, die sich bereits 1991 beworben hatten, damals jedoch von den Veranstaltern abgelehnt worden waren.

### Retter-Offensive
Im Jahr 2010 konnte das Festival bedingt durch ein heftiges Unwetter am Festivaltag und das gleichzeitig stattfindende WM-Viertelfinalspiel der deutschen Fußballnationalmannschaft nur rund 60.000 Besucher anziehen. Da hierdurch unter anderem auch die Einnahmen aus dem Getränke- und Essensverkauf auf dem Festivalgelände, durch die sich das Festival zu großen Teilen finanziert, zu gering ausfielen, entstand ein finanzieller Schaden von ca. 60.000 Euro. Hinzu kam die angespannte Haushaltslage der Stadt Bonn, wegen der die öffentlichen Zuschüsse für das Festival in Frage gestellt wurden.
Um für das nächste Jahr dennoch ein Festival finanzieren zu können, starteten die Veranstalter die „Rheinkultur Retter Offensive“, in deren Rahmen erfolgreich versucht wurde, zusätzliche finanzielle Mittel, u. a. durch den Verkauf von speziellen „Rheinkultur Retter“-T-Shirts, einem Gewinnspiel, verschiedenen Konzerten und einer (allerdings aufgrund von zu geringen Ticket-Verkäufen kurzfristig wieder abgesagten) Weihnachtsgala, einzunehmen. Zusätzlich demonstrierten zahlreiche Bands und Künstler mit Fotos, auf denen sie die „Retter“-Shirts tragen, ihre Unterstützung für das Festival. Außerdem wurde ein Förderverein für das Rheinkultur-Festival gegründet.
Anfang Februar 2011 gaben die Veranstalter bekannt, dass die 29. Auflage des Festivals, vor allem aufgrund der Einnahmen aus der Retter-Offensive und der Tatsache, dass die Zuschüsse der Stadt Bonn wieder in gewohnter Höhe in den Haushalt eingestellt wurden, wie geplant am 2. Juli 2011 stattfinden kann.

### Bands und Besucherzahlen
| Datum         | Besucherzahl         | Bemerkungen |
| ------------- | -------------------- | --- |
| 2. Juli 1983  | ca. 4.000            | – |
| 7. Juli 1984  | ca. 6.000            | 12 Bands und Theatergruppen |
| 1985          | ca. 9.000            | Festival fand ausnahmsweise zweitägig statt |
| 5. Juli 1986  | ca. 10.000           | Bands u. a.: Trio Rio |
| 4. Juli 1987  | ca. 20.000           | Bands u. a.: Vamp, 3 Mustaphas 3 |
| 2. Juli 1988  | ca. 50.000           | – |
| 1. Juli 1989  | ca. 80.000           | insg. 25 Bands und Künstler |
| 7. Juli 1990  | ca. 100.000          | – |
| 6. Juli 1991  | ca. 130.000          | Festival fand am heißesten Tag dieses Jahres statt. Bands u. a. Brings, Plan B, Abwärts. Erstmals werden eigens entwickelte Mehrwegbecher mit einem Pfandsystem eingesetzt. Ein Rückgabesystem für Einwegverpackungen wird eingesetzt. |
| 4. Juli 1992  | ca. 150.000          | u. a. Waltari, Rubbermaids, Heiter bis Wolkig, Young Gods. |
| 26. Juni 1993 | ca. 140.000          | insg. 46 Bands auf 4 Bühnen, darunter: Vitamin X, The Nits, Charles Womack, Big Chief, Advanced Chemistry, Absolute Beginner, Spermbirds, UK Subs. Als erstes deutsches Festival entwickelt die Rheinkultur 1993 ein Umweltkonzept. Anfallende Abfälle werden sortiert und sortenrein erfasst. Einwegbecher werden sortenrein erfasst und dem Recycling zugeführt. Die Stadt Bonn reduziert zunächst drastisch die Zuschüsse an das Festival. Massiver Druck der Öffentlichkeit u. a. mit einer Benefizgala in der Oper der Stadt Bonn führt am Ende zu deutlich höheren Zuschüssen der Stadt. |
| 25. Juni 1994 | ca. 200.000          | insg. 35 Bands, darunter: F.F.F. (aus Bonn), NOFX, Sick of It All, Joint Venture, Selig, Celtas Cortos, The Dick Brothers, Aso Pauer |
| 1. Juli 1995  | ca. 200.000          | erstmals vergrößertes Areal in der Rheinaue. Bands u. a.: Beverly Joe Scott, The Jeremy Days, Murat Ses, Supergroove, Lagwagon, Dubwar, Lunchbox |
| 6. Juli 1996  | ca. 80.000           | Festival fand trotz nur 10 °C Außentemperatur und Dauerregen statt. Bands u. a.: Paulo Mendoca, Element of Crime, Millencollin, Ignite, Blumfeld, Raw Stylus, Timbalada, Schweisser |
| 5. Juli 1997  | ca. 120.000          | Bands u. a.: Spearhead, Del Amitri, Beasts of Bourbon, Pee Wee Ellis, Pyogenesis, Urban Dance Squad, Oomph!, Tab Two, The Puke, Impact, C.M.F. |
| 27. Juni 1998 | ca. 150.000          | Apocalyptica, Extrabreit, Mighty Mighty Bosstones, Macka B, Bürger Lars Dietrich, Pro-Pain, Brings, The Company |
| 3. Juli 1999  | ca. 190.000          | Bands u. a.: Bloodhound Gang, Tito & Tarantula, Billy Cobham, Creed, Reef, K’s Choice, Das frivole Burgfräulein, Slapstickers |
| 1. Juli 2000  | ca. 130.000          | insg. 48 Bands auf 4 Bühnen, darunter: Gentleman, Donots, Fu Manchu, Spezializtz, A, Therapy?, Soulwax, Nils Petter Molvær, Steakknife, Dumbell. Zum ersten Mal gab es auf dem Festival auch eine eigene Elektronic-Dance-Area. |
| 30. Juni 2001 | ca. 100.000          | insg. 56 Bands auf 4 Bühnen, darunter: Jimmy Eat World, Fun Lovin’ Criminals, Thumb, Backyard Babies, Ash, Incubus, Die Firma, Molotow Soda, Winchester 73, The Weakerthans, Hot Water Music, Leatherface |
| 29. Juni 2002 | ca. 130.000          | insg. 67 Bands auf 5 Bühnen, darunter: Die Sterne, Beatsteaks, Ferris MC, Michael Franti & Spearhead, MC Rene, H-Blockx, Dirty Deeds '79, Mclusky. Es war das 20. Jubiläum des Festivals. |
| 28. Juni 2003 | ca. 170.000          | insg. 55 Bands auf 5 Bühnen, darunter: Sportfreunde Stiller, De-Phazz, Hellacopters, Boysetsfire, Danko Jones, Kettcar, Curse, Olli Banjo, Kaizers Orchestra, Turbo A.C.'a, Union Youth, Atreyu, Hobo Johnson II. Erstmals wurde das Festival von der neu gegründeten Rheinkultur GmbH veranstaltet. |
| 3. Juli 2004  | ca. 130.000          | insg. 50 Bands auf 5 Bühnen, darunter: The Darkness, Stereophonics, Mando Diao, Dover, Götz Widmann, Turbostaat, Peter Pan Speedrock, Azad, Kool Savas, Trend, Zeke |
| 2. Juli 2005  | ca. 145.000          | insg. 50 Bands auf 5 Bühnen, darunter: Farin Urlaub Racing Team, ...And You Will Know Us by the Trail of Dead, Flogging Molly, Doves, Feeder, Tomte, Nosliw, The BossHoss, Curse, Sido & Harris (Deine Lieblings Rapper) |
| 1. Juli 2006  | ca. 110.000          | insg. 48 Bands auf 5 Bühnen, darunter: Death Cab for Cutie, Mad Caddies, Madsen, Muff Potter, Blumfeld, Prinz Pi, Olli Banjo, Schrottgrenze |
| 7. Juli 2007  | ca. 200.000 (Rekord) | insg. 45 Bands auf 5 Bühnen, darunter: Die Fantastischen Vier, Calexico, Lambchop, Madsen, Sick of It All, Donots, K.I.Z, Fire in the Attic, Mother Tongue. Es war das 25. Jubiläum des Festivals. |
| 5. Juli 2008  | ca. 140.000          | insg. 49 Bands auf 5 Bühnen, darunter: Sportfreunde Stiller, Schandmaul, Anti-Flag, Ben Folds, Blackmail, Bloodlights, Tomte, Trashmonkeys, Hans Nieswandt. Einführung des Tanzbergs, der elektronischen Bühne. |
| 4. Juli 2009  | ca. 170.000          | insg. 43 Bands auf 5 Bühnen, darunter: Selig, Black Stone Cherry, Culcha Candela, Get Well Soon, No Use for a Name, Olli Schulz, Virginia Jetzt!, Dr. Motte |
| 3. Juli 2010  | ca. 60.000           | insg. 40 Bands auf 4 Bühnen, darunter: Alexisonfire, Juliette Lewis, Madsen, Jennifer Rostock, Triggerfinger, Hammerhead, Asaf Avidan & The Mojos, Max Herre, Kollegah & Favorite. Anstatt der Grünen Bühne gab es einen Public-Viewing-Bereich, da sich das Festival zeitlich mit dem Halbfinal-Einzug der deutschen Nationalmannschaft in der FIFA WM 2010 überschnitt. |
| 2. Juli 2011  | ca. 160.000          | insg. 31 Bands auf 5 Bühnen, darunter: Dick Brave And The Backbeats, Razorlight, The Subways, Blumentopf, Royal Republic, Monsters of Liedermaching, Jupiter Jones, Friska Viljor, Kraftklub, Itchy Poopzkid, Gallows, F.R., Alin Coen Band, Nils Koppruch, Max Prosa, Montana Max & Shiml. Ein Auftritt des Rappers Favorite wurde zu Beginn wegen Ausschreitungen im Publikum abgebrochen. Auf der Bühne Mixery Raw Deluxe folgten keine weiteren Interpreten. |

### Einstellung der Rheinkultur
Am 9. November 2011 sagten die Veranstalter die „Rheinkultur 2012“ ab und kündigten an, die Veranstaltung endgültig aufzugeben. Vielfältige Gründe hätten dazu geführt. Zum einen wurde die mangelnde Unterstützung der Stadt Bonn kritisiert, die das Festival zwar stets zu Werbezwecken genutzt – gleichzeitig jedoch die Organisation behindert hätte. Zum anderen wurden auch finanzielle Aspekte genannt, die allerdings nicht ausschlagend gewesen wären. Auch kritisierten die Veranstalter die Besucher des Festivals, insbesondere in Hinblick auf die Rheinkultur 2011, bei der die Anzahl stark betrunkener Jugendlicher und gehäufte Fälle von heftigem Vandalismus bis hin zur Brandstiftung die Toleranzgrenze überschritten hätten.